# Moule (bois)
Pour les articles homonymes, voir Moule.
Le moule est une unité de mesure utilisée pour un volume de bois coupé. Cette unité, datant d'avant le système métrique, est encore utilisée par les bûcherons et les habitants des campagnes.
Sa valeur peut changer suivant les régions. Par exemple :
- en Savoie, un moule vaut 1,6 stère ;
- en Bourgogne et dans le Bugey, un moule est un cube de 1,33 mètre de côté soit 2,353 mètres cubes ;
- dans le Chablais, un moule vaut 3 stères ;
- dans plusieurs zones rurales de la Suisse romande, un moule vaut 4 stères.

## Exemple
En Bourgogne, un moule est un cube de 1,33 mètre de côté soit 2,353 mètres cubes.
Un stère vaut un mètre cube. Donc, si un moule est vendu 120 €, alors un stère vaut (120/2,353) euros, soit 51,00 €.